# Cuexcomate (építmény)

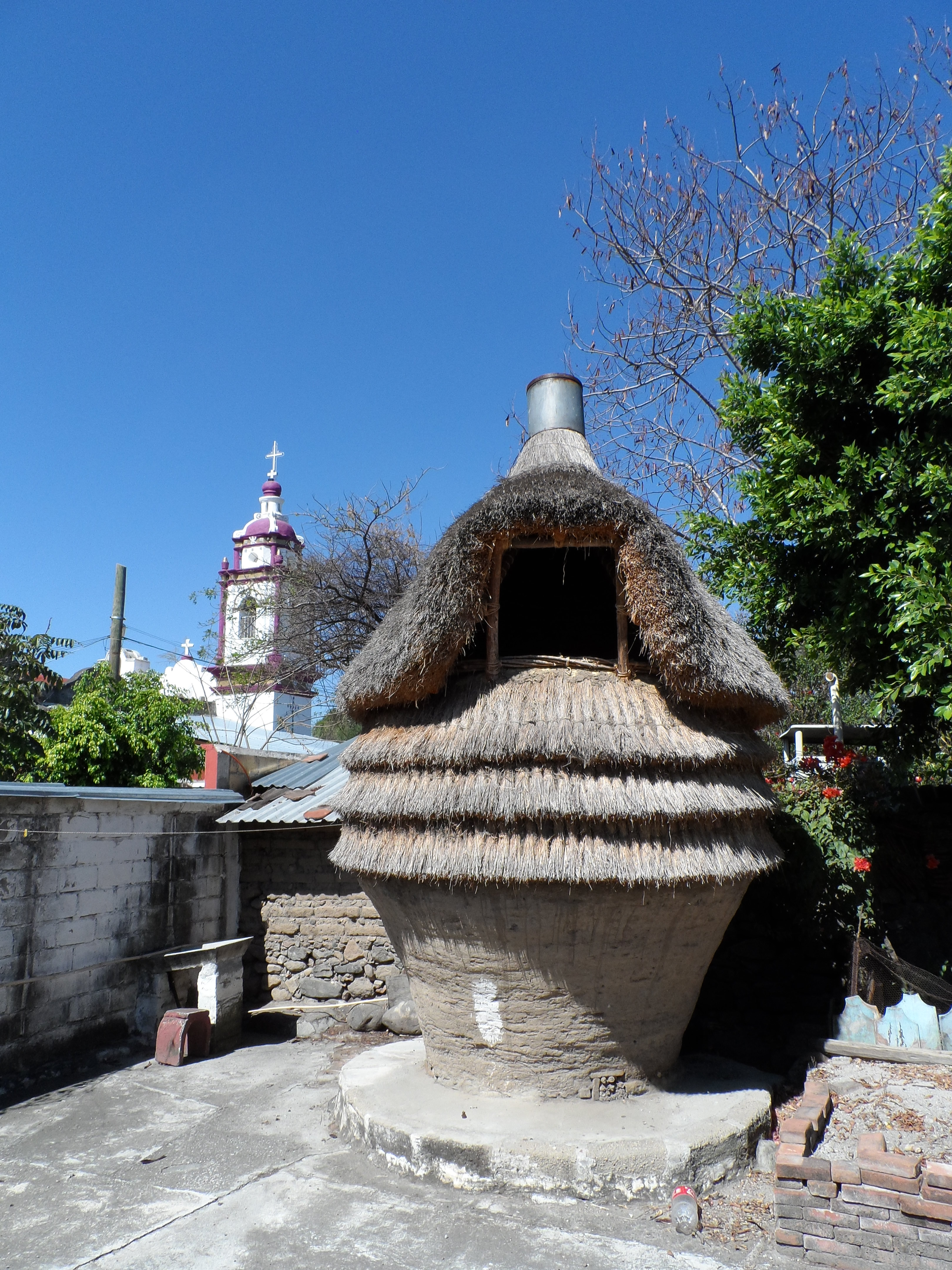
Cuexcomate Temoac városában

A cuexcomate, coscomate vagy cuezcomatl ősi, mezo-amerikai eredetű gabonatároló építmény, melyet Mexikó Morelos államában néhol még ma is használnak. Neve a navatl nyelvből származik.

## Leírása
A cuexcomate egy kör alaprajzú építmény, mely kőből készült (újabban betonból is), kör alakú alapzaton áll, az építmény felfelé tölcsérszerűen kiszélesedő alsó részét agyag és száraz növények keverékéből tapasztják, felső, kúpszerű részének favázát náddal, pálmalevelekkel vagy más növényekkel fedik. A cuexcomatén két nyílás látható: felső részén egy nagyobb, ajtóval ellátva, ahol a gabonát (főként kukoricát) beöntik, és alul egy kisebb lyuk, ahol, amikor szükség van rá, kis adagokat ki tudnak venni. A cuexcomate magassága akár az 5 métert is elérheti, a felső ajtóhoz létrán szoktak felmászni.

## Mai használata
Bár régészeti leletek bizonyítják, hogy a cuexcomate a korábbi évszázadokban Mezo-Amerika nagy területein elterjedt volt (nyomaikat megtalálták a mai Tlaxcalában éppúgy, mint Chihuahua nyugati részén), ma már csak elvétve található meg. A legtöbb ilyen építmény a mexikói Morelos állam keleti részén áll a házak udvarában, a Jantetelco községben található Chalcatzingo településen pedig még ma is építenek új cuexcomatéket hagyományos anyagokból. Az itteni kézművesek (a turisták számára) pici (és nagyobb) maketteket is készítenek, 20 centistől elkezdve több méteresekig; ez utóbbiakat díszként lehet felállítani az udvarokban. A Puente de Ixtla községben található Xoxocotlára kissé más formájú cuexcomaték jellemzők, mint Chalcatzingóra.